# Al-Rai

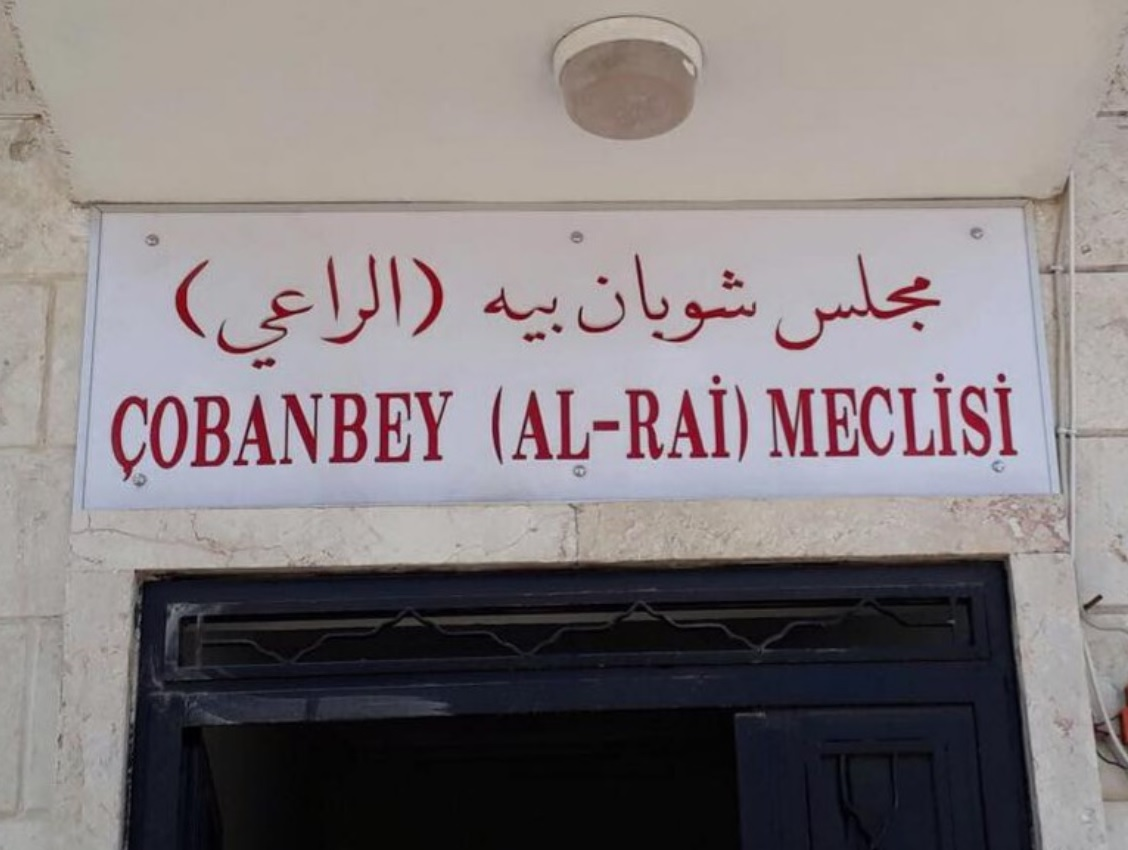
Çobanbey (Al-Rai) Counci

al-Rai, ook wel geschreven als al-Ra'i of al-Rayi (Arabisch: ''الراعي) of Jawban Bayk (Arabisch: جوبان بك; Jūbān Bik, Turks: Çobanbey) is een kleine stad in noorden van het gouvernement Aleppo, in het noorden van Syrië.
De stad is het administratieve centrum van Nahiya al-Rai, een subdistrict in het gouvernement Aleppo. De stad heeft een strategische ligging aan de Bagdadspoorweg. Ook ligt de stad dicht bij de Turkse grens, tegenover Elbeyli.
Grotere steden in de buurt zijn Azaz ongeveer 35 km westwaarts en Jarablus en Manbij; beide ongeveer 45 km oostwaarts. Bij de volkstelling van 2004 had de stad 4609 inwoners.

## Syrische Burgeroorlog
In de Syrische Burgeroorlog werd de controle over al-Rai in 2012 overgenomen door het Vrij Syrisch Leger(FSA).  Op 3 februari 2014 werden FSA gelieerde groepen Al-Tawhid Brigade en Liwa al-Fateh aangevallen door een hoofdzakelijk Tsjetsjeense eenheid van de Islamitische Staat (in Irak en de Levant) (ISIL) die de controle overnam.
De stad kreeg door ISIL een belangrijke strategische rol in de verdediging van de grenszone met Turkije waarlangs het goederen en personen kon smokkelen van en naar de Aleppo provincie.. Hierdoor was de controle over de stad heel belangrijk en veranderde de stad verschillende keren van partij. Zo veroverde het Vrij Syrische Leger tijdens het Noord Aleppo Offensief (maart-juni 2016) en de Slag om al-Rai de stad vijf keer maar elke keer kon zij de tegenaanvallen van ISIL niet afslaan. Na de zesde keer op 4 september is de stad inclusief de zone aan de grens terug in handen van het FSA waardoor ISIL volledig is afgesloten van de Turkse grens.